# Carl Carls
Carl Carls (Varel, 16 de setembre de 1880 – Bremen, 11 de setembre de 1958) fou un Mestre d'escacs alemany, que ostentà el títol de Mestre Internacional des de 1951.

## Resultats destacats en competició
El 1922 fou segon, rere Erhardt Post, a Bad Oeynhausen (22è DSB–Congress). Va guanyar el 2n Campionat d'Alemanya del Tercer Reich a Bad Aachen el 1934.
El 1928, fou 7è al Campionat del món per aficionats, celebrat a La Haia durant la II Olimpíada (el campió fou Max Euwe).
Carls representà Alemanya a les següents Olimpíades d'escacs:
- I Olimpíada a Londres 1927 (+7 –3 =5);
- III Olimpíada a Hamburg 1930 (=6 –1 =7);
- III Olimpíada no oficial, a Múnic 1936 (+5 –2 =10).

Hi va guanyar dues medalles de bronze per equips (1930 i 1936).
Durant la II Guerra Mundial, va empatar als llocs 10è-12è a Kraków – Varsòvia 1941 (2n GG-ch, els guanyadors foren Aleksandr Alekhin i Paul Felix Schmidt). Carls guanyà, superant Klaus Junge, a Rostock 1942. Va abandonar, després de 8 partides, a Praga 1943 (el campió fou Alekhin).